# Moon Studios
Moon Studios（ムーンスタジオ）は、ウィーンを拠点とするオーストリアのゲーム開発スタジオ。2010年設立。2015年に開発した「Ori and the Blind Forest（オリとくらやみの森）」で知られており、2016年のゲーム・デベロッパーズ・チョイス・アワードで新人企業賞を受賞した。